# Хименес Мартин, Хуан

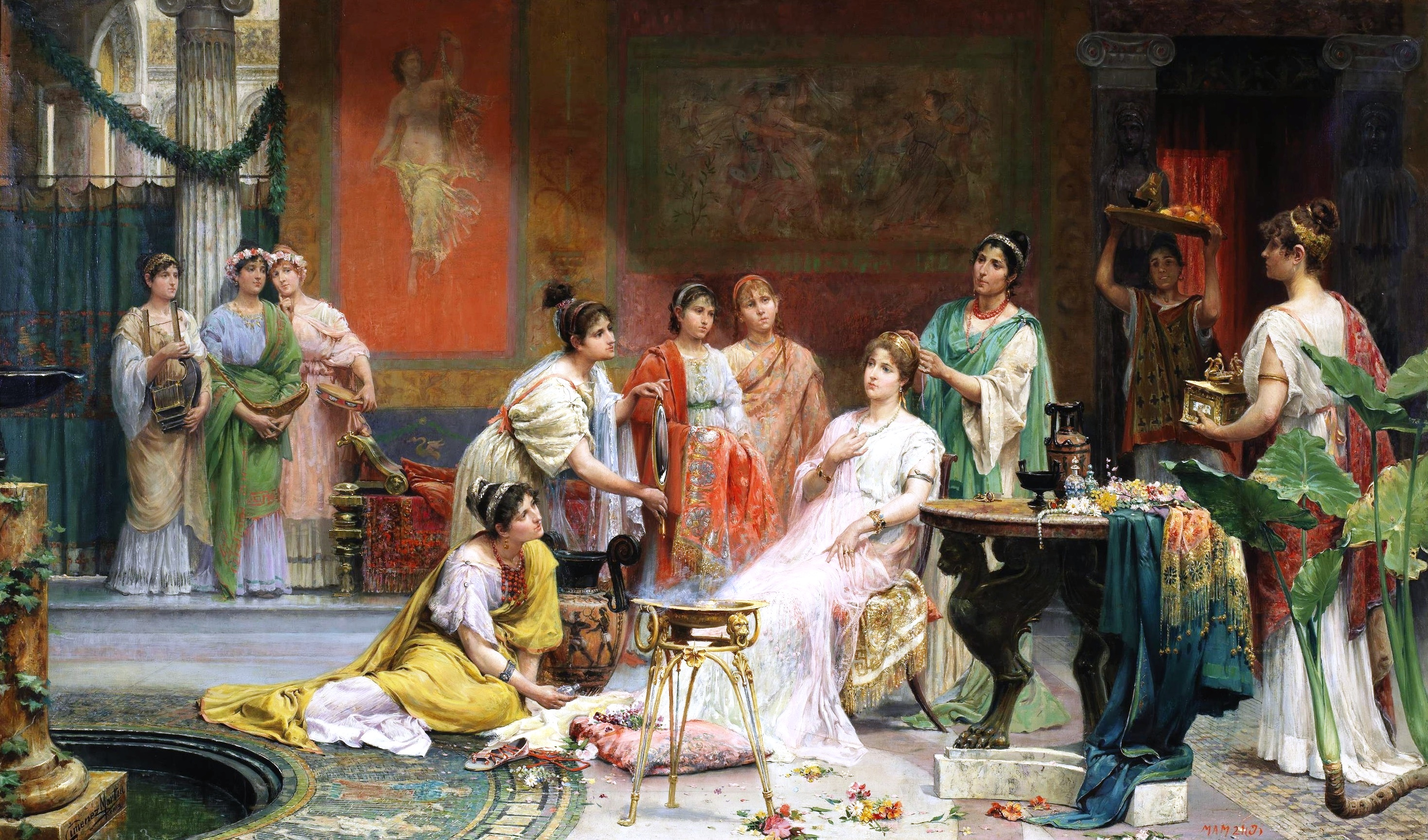
Римская дама за туалетным столиком

Хуан Хименес Мартин (27 мая 1858, Авила — 1901, Мадрид) — испанский художник, специализирующийся на исторических сценах. В некоторых источниках год его рождения указан как 1855.

## Биография
Учился в Королевской академии изящных искусств Сан-Фернандо в Мадриде у Федерико Мадрасо, Карлоса Луиса де Риберы и Карлоса де Хаеса.
В 1881 году получил стипендию от Провинциального совета Авилы, что позволило ему учиться за границей. Он поселился в Риме, где получил стипендию от Испанской академия изящных искусств. Обучался там с 1882 по 1886 год и, вдохновленный работами Мариано Фортуни, начал писать картины на восточные темы. Во время своего пребывания в академии он также посетил Флоренцию, Неаполь и Венецию; создавая в основном пейзажи.
Вернувшись в Авилу, он подарил местному Совету портрет Химены Бласкес, героини Реконкисты.
Был постоянным участником Национальной выставки изящных искусств с 1876 года, когда представил натюрморт, до года своей смерти, когда получил медаль третьего класса за изображение интерьера Авильского собора. Его работа 1895 года «Римская дама за туалетным столиком» выставлялась на Конгрессе депутатов с 1904 года.